# 山内久司
山内 久司（やまうち ひさし、1931年〈昭和6年〉11月9日 - 2014年〈平成26年〉8月13日）はテレビプロデューサー、元・朝日放送 顧問。朝日放送ドラマ部門チーフプロデューサー担当を務めた他、松田 司の名義でドラマの脚本も執筆した。

## 来歴・人物
大阪市西区出身。京都大学文学部文学科卒業。1955年4月、朝日放送に入社。同期に植草貞夫、澤田隆治、槇洋介がいる。1960年代には脚本家の佐々木守とのコンビによる『お荷物小荷物』を始めとする一連の“脱ドラマ”を、1970年代前半から1980年代にかけては必殺シリーズを世に送り出した。その後は制作部長、制作局長、取締役制作局長、取締役常務、代表取締役専務を歴任。2001年に役員退任後は常任顧問を経て、同社の経営に顧問として携わった。花園大学客員教授を務めていた。
山内の手法と体裁とイズムはかつての部下であった依田正和、福永喜夫、東浦陸夫、森山浩一、辰野悦央、奥田哲雄、内片輝らに受け継がれた。
山内は入社から数年間、ラジオ番組の制作や演出を担当していたが、1965年にテレビの制作局に異動になった途端、上司から連続ドラマの制作を手掛けてくれと懇願された。
当時の朝日放送は『近鉄金曜劇場』『東芝日曜劇場』（TBS系）といった単発ドラマを数多く手掛けていたが、テレビ界は既に単発物から連続物が主流になる過渡期にあり、VTRの重要性が高まっていたこともあってか、連続ものの制作が殆ど皆無であった朝日放送は人材が明らかに不足していた。そこでラジオのプロデューサーをしていた山内に声が掛かったが、テレビドラマ制作のデビュー作となった『天まであがれ』は主役を予定していながら突如、引退した桑野みゆきの後任を巡り、彼女が所属していた松竹の制作本部長との激しい口論の末、制作本部長に白旗を上げさせることとなった。
若手の藤田尚子を起用して、無事に制作に漕ぎ着けた『天まであがれ』は山内にとっては満足のいかない結果であった。これを契機に連続ドラマに関する研究を始め、数多くの大ヒット作を生み出し、後に「テレビドラマの神様」と呼ばれることになる。これらの経験が、「ベテラン俳優をきちんと使えば結果がついてくる」という持論の源となる。
番組制作についてはそれらの姿勢や個人的な見解を示している。それはテレビ番組上でも変わりはなく、歯に衣を着せぬ辛辣な姿勢は崩さなかった。『たかじんのそこまで言って委員会』（読売テレビ）のゲスト出演時は『パネルクイズ アタック25』について、「変わり映えのしないセットを使い回し、一般視聴者は出演料がなく、安価な賞金や商品で済ませられるから コストが掛からない。それらがスポンサーにも都合が良いため、結果として長寿番組になっている」と発言した。放送後は読売テレビに「番組内容を鑑みない、拝金主義の成れの果て」といった趣旨の批判意見が視聴者から殺到した。
朝日放送の経営から退いた後も同社顧問として、他局の番組に出演するなど各メディアで幅広く活躍していたが、2014年8月13日に死去した。満82歳没。
死去後は山内本人の強い意思により公表されず、その死が公表されたのは死去から約4ヶ月後の同年12月8日であった。

## 主な作品

### 制作
- 必殺シリーズ[4]（『仕事人2007』以降は携っていない）
- 京都殺人案内 シリーズ（土曜ワイド劇場）
- 額田女王（朝日放送 創立30周年記念番組）
- 見知らぬ恋人
- ザ・ハングマン シリーズ
- 赤かぶ検事奮戦記 シリーズ
- 京都妖怪地図 シリーズ（土曜ワイド劇場）
- 女捜査官 シリーズ
- 京都マル秘指令 ザ新選組
- 女の一生（朝日放送 創立35周年記念番組）
- 特命刑事ザ・コップ
- おみやさん シリーズ
  - 迷宮課刑事おみやさん
  - 六本木ダンディーおみやさん
- 函館のおんな（「火曜スーパーワイド」の一編。企画として表記）
- 豆腐屋直次郎の裏の顔

### プロデューサー
- 天まであがれ
- どじょっこさん
- 助左衛門四代記
- 戦国艶物語
- 月火水木金金金
- 豆腐屋の四季[5]
- 花は紅 柳は緑（TBS『東芝日曜劇場』の一編）
- おやじ火山
- 魔像・十七の首
- 天皇の世紀
- お荷物小荷物
  - 沖縄編
  - カムイ編
- おも舵とり舵
- 負けられません!
- 白雪姫と七人の悪党たち
- 喧嘩は絶対いたしません!
- 女人平家
- 君たちは魚だ
- 入ってまあす!
- 日本の嫁シリーズ
  - 嫁ふたり
  - 嫁の縁談
  - 嫁チャンポン
  - 嫁サこらんしょ
- 新十郎捕物帖・快刀乱麻
- おしどり右京捕物車
- 斬り抜ける（第15話より『斬り抜ける 俊平ひとり旅』に改題）
- 秋は浪花のため息（TBS『東芝日曜劇場』の一編。1974年度 芸術祭参加作品）
- 霧の感情飛行
- 鞍馬天狗の「家」
- 東京メグレ警視シリーズ
- チェックメイト78
- 葉蔭の露（1979年度 芸術祭参加作品）

### 劇場映画
- 劇場版 必殺シリーズ（製作として表記）
  - 必殺! THE HISSATSU
  - 必殺! ブラウン館の怪物たち
  - 必殺! III 裏か表か
  - 必殺4 恨みはらします
  - 必殺!5 黄金の血
  - 必殺! 主水死す（企画として表記）
  - 必殺! 三味線屋・勇次（企画として参加しているが、宣伝ポスターと広告はノンクレジット）
- 千年の恋 ひかる源氏物語（企画として連名表記）

## 出演番組
- 山内久司の必殺トーク（2013年10月5日 - 2014年3月29日、FM千里 毎週土曜日 第1、3、4、5週 14:30 - 15:00）
  - パーソナリティ：山内久司、アシスタント：三枝雄子（三枝の休演時は中村鋭一が担当)
  - 一部の回を除いて、USTREAMで配信した。
  - 番組前半はドラマの裏話。曲を一曲掛けた後は日本の歴史を語った。
- 白熱!! 白髪トーク（2001年10月〜2004年3月の年度下半期、ABCラジオ）
- やしきたかじんプロデュース（2007年3月10日、テレビ大阪）
- たかじんのそこまで言って委員会（2007年5月20日、読売テレビ）
  - パネラーとしてゲスト出演。裏番組の『パネルクイズ アタック25』（ABCテレビ）とテレビ時代劇『影同心』(MBS) について批判的な意見を語った。

## 著書

### 単著
- 『必殺! テレビ仕事人』朝日新聞社、1987年6月25日。ISBN 978-4022556912。NDLJP:12275927。
- タイムトリップ「江戸川柳」（1997年1月、PHP研究所）ISBN 978-4569554747

### 共著
- 山田誠二『必殺シリーズを創った男 ― カルト時代劇の仕掛人、大いに語る（映画秘宝SPECIAL）』（1997年12月、洋泉社）ISBN 978-4896912937

## 雑誌連載コラム
- 必殺ざんげテレビ人（1985年より『週刊朝日』誌上で横澤彪（フジテレビ プロデューサー(当時)）と交代で執筆）

## 作詞作品
※「中西冬樹（なかにし ふゆき）」名義で発表。
- 花の涙（1983年、歌唱：鮎川いずみ。『必殺仕事人IV』エンディング テーマ）
- 夢を求めて（1984年、歌唱：中条きよし。『必殺仕事人IV』挿入歌。シングル「風が泣くとき」B面）
- 風花（1986年、歌唱：川中美幸。シングル「愛は別離」B面。『必殺仕事人V』挿入歌）
- 零心会のズンドコ節（1986年、歌唱：零心会。『ザ・ハングマンV』エンディング テーマ）

## 関連人物・項目
- 中村鋭一
- 澤田隆治
- 植草貞夫
- 槇洋介
- 奥田哲雄
- 松本明
- 仲川利久
- やしきたかじん
- 中山千夏
- 佐々木守
- 早坂暁
- 深作欣二
- 三隅研次
- 工藤栄一
- 緒形拳
- 藤田まこと
- 大阪府出身の人物一覧